# Nowoalexandrowsk
Nowoalexandrowsk (russisch Новоалександровск) ist eine Stadt in der Region Stawropol (Russland) mit 26.757 Einwohnern (Stand 14. Oktober 2010).

## Geografie
Die Stadt liegt im nördlichen Kaukasusvorland etwa 110 km südwestlich der Regionshauptstadt Stawropol an der Rasschewatka im Flusssystem des Manytsch.
Nowoalexandrowsk ist Verwaltungszentrum des gleichnamigen Rajons.
Die Stadt liegt an der auf diesem Abschnitt 1897 eröffneten Eisenbahnstrecke Kropotkin (Station Kawkasskaja)–Stawropol–Elista. Die Station der Stadt heißt Rasschewatka.

## Geschichte

### Stadtentwicklung
Der Ort wurde 1804 von Umsiedlern aus den Gouvernements Zentralrusslands als Dorf Nowo-Alexandrowskoje gegründet (nach dem damaligen Zaren Alexander I.; nowo- russisch für neu-). 1832 erhielt das Dorf als Nowoalexandrowskaja den Status einer Kosakenstaniza.
1971 wurde das Stadtrecht verliehen.

### Bevölkerungsentwicklung
| Jahr | Einwohner |
| ---- | --------- |
| 1939 | 10.497    |
| 1959 | 16.541    |
| 1970 | 20.680    |
| 1979 | 22.692    |
| 1989 | 25.759    |
| 2002 | 27.315    |
| 2010 | 26.757    |

Anmerkung: Volkszählungsdaten

## Wirtschaft
Nowoalexandrowsk ist Zentrum eines Landwirtschaftsgebietes mit darauf ausgerichteter Lebensmittelindustrie. Daneben gibt es Baumaterialienwirtschaft sowie ein Werk für Konservengläser.

## Söhne und Töchter der Stadt
- Dmitri Kiritschenko (* 1977), Fußballspieler